# غاريث غراهام
غاريث غراهام (بالإنجليزية: Gareth Graham)‏ (6 ديسمبر 1978 بلفاست المملكة المتحدة لبريطانيا العظمى وأيرلندا - ) هو لاعب كرة قدم بريطاني يلعب كلاعب وسط.

## روابط خارجية
- غاريث غراهام على موقع Soccerbase.com (لاعب) (الإنجليزية)